# Сельское поселение «Дурулгуйское»
Се́льское поселе́ние «Дурулгуйское» — муниципальное образование в Ононском районе Забайкальского края Российской Федерации.
Административный центр — село Новый Дурулгуй.

## История
Статус и границы сельского поселения установлены Законом Читинской области от 19 мая 2004 года «Об установлении границ, наименований вновь образованных муниципальных образований и наделении их статусом сельского, городского поселения в Читинской области».

## Население
| 2010 | 2011 | 2012 | 2013 | 2014 | 2015 | 2016 |
| ---- | ---- | ---- | ---- | ---- | ---- | ---- |
| 982  | ↘977 | ↘951 | ↘932 | ↘912 | ↘887 | ↘871 |
| 2017 | 2018 | 2019 | 2020 | 2021 |      |      |
| ↘868 | ↘856 | ↘837 | ↘828 | ↘760 |      |      |

## Состав сельского поселения
| № | Населённый пункт | Тип населённого пункта       | Население |
| - | ---------------- | ---------------------------- | --------- |
| 1 | Новый Дурулгуй   | село, административный центр | ↘688      |
| 2 | Старый Дурулгуй  | село                         | ↘114      |